# Foreste Peterson
Foreste Peterson (9 settembre 1993) è un'ex sciatrice alpina statunitense.

## Biografia
Attiva in gare FIS dall'agosto del 2008, in Nor-Am Cup la Peterson ha esordito il 30 novembre 2011 ad Aspen in slalom gigante, senza completare la prova, e ha colto il primo podio il 2 gennaio 2017 a Burke Mountain nella medesima specialità (2ª). Il 28 ottobre 2017 ha debuttato in Coppa del Mondo, a Sölden in slalom gigante senza completare la prova, e il 15 dicembre 2018 ha ottenuto a Panorama in slalom speciale la sua prima vittoria in Nor-Am Cup
Il 1º dicembre 2019 ha preso per l'ultima volta il via in Coppa del Mondo, a Killington in slalom speciale, senza completare la prova (non ha portato a termine nessuna delle 4 gare nel massimo circuito cui ha preso parte) e il 14 febbraio 2020 ha conquistato l'ultima vittoria, nonché ultimo podio, in Nor-Am Cup, a Park City in slalom parallelo. Si è ritirata al termine di quella stessa stagione 2019-2020 e la sua ultima gara è stata uno slalom gigante FIS disputato il 13 marzo a Vail, vinto dalla Peterson; in carriera non ha preso parte a rassegne olimpiche o iridate.

## Palmarès

### Nor-Am Cup
- Miglior piazzamento in classifica generale: 9ª nel 2019 e nel 2020
- 9 podi:
  - 3 vittorie
  - 2 secondi posti
  - 4 terzi posti

#### Nor-Am Cup - vittorie
| Data             | Località  | Paese       | Specialità |
| ---------------- | --------- | ----------- | ---------- |
| 15 dicembre 2018 | Panorama  | Canada      | SL         |
| 17 dicembre 2019 | Nakiska   | Canada      | GS         |
| 14 febbraio 2020 | Park City | Stati Uniti | PR         |

Legenda:

GS = slalom gigante

SL = slalom speciale

PR = slalom parallelo

### Campionati statunitensi
- 5 medaglie:
  - 2 argenti (slalom gigante nel 2017; slalom gigante nel 2018)
  - 3 bronzi (slalom gigante, slalom speciale nel 2014; slalom speciale nel 2017)